# Inleunen

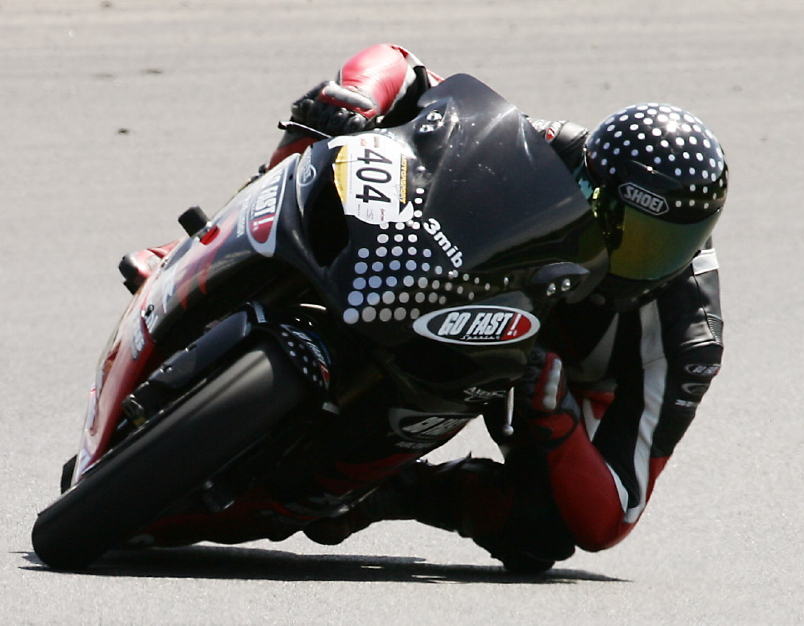
door het inleunen komen geen delen van de motorfiets aan de grond.

Inleunen is het naast de motorfiets hangen, aan de zijde van de bocht.
Hoewel het door motorjournalisten steevast tijdens fotosessies wordt gedaan, is deze methode van motorrijden alleen zinvol bij hoge snelheden (in wegraces). De brede banden van racemotoren maken het nodig dat de motor zeer plat gelegd wordt om het zwaartepunt voldoende te verplaatsen en de bocht te kunnen maken. Dat heeft te maken met de verplaatsing van de basislijn door de grotere bandbreedte. Dan komt er (eerder dan bijvoorbeeld bij een smallere band) een moment dat de voetsteunen de grond raken. Dat ondanks het feit dat de voetsteunen al extra hoog geplaatst zijn voor extra grondspeling. Door het zwaartepunt van de rijder zelf naar de binnenbocht te brengen kan dit probleem worden voorkomen. Zie ook afschuinen.